# Josi Sarid
Josi Sarid (hebrejsky יוסי שריד‎, 24. října 1940 – 4. prosince 2015) byl izraelský politik a zpravodajský komentátor. Více než třicet let byl poslancem Knesetu za levicové strany (Ma'arach, Rac a Merec) a zastával dva ministerské posty v izraelské vládě. Konkrétně šlo o funkci ministra životního prostředí a ministra školství.

## Biografie
Narodil se v Rechovotu a během povinné vojenské služby v Izraelských obranných silách sloužil u dělostřeleckého sboru a jako vojenský dopisovatel. Po jejím absolvování se stal mediálním poradcem premiéra Leviho Eškola.
Poslancem Knesetu byl poprvé zvolen ve volbách v roce 1973 za stranu Ma'arach. Za stejnou stranu byl opět zvolen ještě ve volbách v letech 1977 a 1984. Poté, co Ma'arach pod vedením Šimona Perese souhlasil s vytvořením vlády národního porozumění společně s Likudem Sarid stranu opustil a vstoupil do strany Rac vedené Šulamit Aloniovou. Za tuto stranu poté kandidoval ve volbách v roce 1988.
Před volbami v roce 1992 se Rac spojil se stranami Šinuj a Mapam a vytvořil Merec. Nově vzniklá strana získala ve volbách dvanáct poslaneckých mandátů a stala se součástí levicové koaliční vlády Jicchaka Rabina. Sarid byl Rabinem jmenován ministrem životního prostředí a tento vládní post si udržel i po Rabinově vraždě a nástupu Šimona Perese na post premiéra.
V roce 1996 Sarid nahradil Aloniovou ve funkci předsedkyně strany. V témže roce se konaly parlamentní volby, které sice vyhrála Strana práce (následnice Ma'arachu), nicméně v tento rok se poprvé konala paralelně přímá volba premiéra, v níž zvítězil Benjamin Netanjahu z Likudu. Jako takový následně sestavil novou, tentokráte pravicovou, vládu.
Ve volbách v roce 1999 získal Merec deset mandátů. Přestože Sarid již dříve sliboval, že strana nevstoupí do vládní koalice, jejíž součástí by byla ultraortodoxní strana Šas, pověřený premiér Ehud Barak jej přesvědčil ke vstupu do vlády a jmenoval jej ministrem školství. Porušení svého slibu Sarid vysvětloval potřebou podpořit mírový proces. V roce 2000 však nakonec Sarid rezignoval a Merec opustil vládu v důsledku nenalezení shody nad pravomocemi svěřenými Saridovu náměstkovi na ministerstvu školství ze strany Šas.
Ve volbách v roce 2003 se volební výsledek strany propadl na šest mandátů a Sarid po volbách rezignoval na post předsedy, kde jej vystřídal Josi Bejlin. Poslancem zůstal až do následujících voleb v roce 2006, v nichž strana získala ještě o jeden mandát méně. Poté Sarid odešel z politického života, jak již rok předem sám avizoval.
Po odchodu z politiky psal sloupky pro izraelský deník Haarec. Měl titul magistra politologie, získaný na New School for Social Research v New Yorku. Žil v mošavu Margalijot v Horní Galileji, se svou manželkou Dorit měl tři děti.